# Ricsige (Northumbria)
Ricsige (* vor 872; † 876) war von 872 (oder 873) bis 876 König von Northumbria. Er übernahm die Königswürde nach dem Sturz des von den Dänen (vgl. hierzu auch Danelag) eingesetzten Ecgberht I., der nach Mercia floh.
Ricsige scheint nicht von den Wikingern des Großen Heidnischen Heers eingesetzt worden zu sein. Die Angelsächsische Chronik berichtet, dass das Heer 873 oder 874 wieder nach Norden zog. Hier dürfte Halfdan Ragnarsson das südliche Northumbria (das dem alten Königreich Deira entspricht), zwischen Humber und Tees wieder für die Dänen zurückerobert haben.
Ricsige und sein Nachfolger Ecgberht II. behielten die Kontrolle über Bernicia zwischen dem Tees und Forth. Roger von Wendover berichtet, dass Ricsige an gebrochenem Herzen starb, weil er die Teilung des Königreiches nicht verkraftete.